# Micropsectra vernalis
Micropsectra vernalis är en tvåvingeart som först beskrevs av Maurice Emile Marie Goetghebuer 1931.  Micropsectra vernalis ingår i släktet Micropsectra och familjen fjädermyggor.
Artens utbredningsområde är Belgien. Inga underarter finns listade i Catalogue of Life.